# Pontifícia Universitat Catòlica de Puerto Rico
La Pontifícia Universitat Catòlica de Puerto Rico és una universitat catòlica Romana localitzada a Ponce, Puerto Rico. Proporciona Llicenciatures, Master i graus de Doctorat en les àrees d'educació, administració empresarial, ciència, i arts i humanitats. La Universitat també disposa d'una Escola de Dret, i l'agost de 2010 va inaugurar una Escola d'Arquitectura en centre de Ponce. El nom original de la universitat (Universitat catòlica de Santa Maria) va ser canviat l'any 1950 a Universitat Catòlica de Puerto Rico amb la graduació de la seva primera classe. El 25 de gener de 1991, el nom fou un altre cop canviat al seu nom actual, després que Joan Pau II li va conferir el títol de pontifical.

## Història
La universitat va ser fundada en la primavera de 1948 per James E. McManus, Bisbe de la Diòcesi de Ponce, i James Peter Davis, Bisbe de la Diòcesi de San Juan de Puerto Rico. Fou al principi fundada com la Universitat catòlica de Santa Maria. "El nom Santa Maria va ser escollit en honor de la Mare de Déu i a implorar la seva protecció i ajuda." El seu primer president fou Monsenyor Vicente Murga. El campus original consistia en unes quantes aules proporcionades per l'Orde dels Frares Menors Caputxins i les Germanes de Sant Josep, de clergues i monges catòliques respectivament, en el Col·legi San Conrado de Ponce, una escola educativa primària. El 1949, la universitat va obtenir 120 acres (0.49 km²), donades per la família de Luis Ferré Aguayo. Ha estat acreditada per la Middle States Association of Colleges and Schools des de 1953.

## Escoles
El 1961, la universitat va començar l'Escola de Dret que proporciona estudis de llicenciatura en dret i programes d'intercanvi d'estudiants amb altres escoles de dret en els Estats Units i Espanya. L'escola ha tingut a famosos i reconeguts professors de dret portoriquenys, incloent el governador de Puerto Rico Rafael Hernández Colón.
El 1976, la universitat va començar l'Escola de Medicina com a llicenciatura que ha esdevingut una institució privada independent, ara coneguda com la Universitat de Ciències de la Salut de Ponce.
El 2009, la universitat va obrir una Escola d'Arquitectura.
El 2011, la universitat va anunciar un pla d'expansió de 20$ milions amb la creació de tres escoles noves en un període de deu anys: Escola de Disseny Gràfic, Escola de Moda, i una Escola d'Arts Cinematogràfiques.

## Campus
A banda del seu campus principal de Ponce, concretament en el barri Canas Urbano, a l'Avenida Las Americas (PR-163), la universitat té dos campus addicionals: a Arecibo i a Mayagüez. També té una extensió satèl·lit a Coamo. L'Escola d'Arquitectura és també un campus separat del campus principal de l' Avenida Las Americas i és localitzat la Plaza Las Delicias en el centre de Ponce.

## Social
| Fraternitats - Phi Eta Mu - Fi Sigma Alfa - Nu Sigma Beta - Alpha Beta Chi - Fi Alpha Delta - Fi Delta Gamma - Sigma Lambda Beta - Alpha Fi Omega | Sororities - Lambda Theta Alpha - Mu Alpha Fi - Eta Gamma Delta |